# Enrico Berti
Enrico Berti (* 3. November 1935 in Valeggio sul Mincio; † 5. Januar 2022 in Padua) war ein italienischer Philosoph und Philosophiehistoriker.

## Leben
Berti erwarb die Laurea in Philosophie 1957 an der Universität Padua bei Marino Gentile, dem Begründer der Paduaner Schule der neo-aristotelischen Metaphysik. Von 1961 bis 1964 war er Assistent an der Universität Padua. 1965 erhielt er eine Professur in Geschichte der antiken Philosophie an der Universität Perugia, 1969 ebenda die Professur für Geschichte der Philosophie. 1971 wechselte er als Professor für Geschichte der Philosophie an die Universität Padua. Gastprofessuren führten ihn an die Universitäten von Genf, Brüssel, Santa Fé (Argentinien) und an die Facoltà di Teologia di Lugano.
Von 1983 bis 1986 war er Vorsitzender der Società filosofica italiana. Seit 2001 ist er Mitglied der Päpstlichen Akademie des hl. Thomas von Aquin. Für seine Arbeit erhielt er verschiedene Preise. 2013 wurde ihm die Ehrendoktorwürde der Nationalen und Kapodistrias-Universität Athen verliehen, 2014 wurde er zum Ehrenmitglied des Interdisziplinären Zentrums für Aristoteles-Studien der Aristoteles-Universität Thessaloniki ernannt. Er war Mitglied folgender Einrichtungen:
- Accademia Nazionale dei Lincei
- Institut International de Philosophie
- Istituto Veneto di Scienze, Lettere ed Arti
- Société européenne de culture
- Fédération Internationale des Sociétés de Philosophie
- Pontificia Accademia delle Scienze
- Pontificia Accademia di San Tommaso d’Aquino
- Accademia galileiana di scienze, lettere ed arti
- Società filosofica italiana.

Berti arbeitete vor allem zu Aristoteles, zu dessen Metaphysik, Ethik und Politik. Auf theoretischer Ebene hat er eine Konzeption der Metaphysik als Bewusstsein der Problematik der Welt der Erfahrung vorgelegt.

## Schriften (Auswahl)
Schriftenverzeichnisse finden sich in:
Bibliografia di Enrico Berti (1958–2003). In: Enrico Berti, Aristotele. Dalla dialettica alla filosofia prima. Bompiani, Mailand 2004, S. 9–60.
Enrico Berti. Selected Bibliography. In: Carlo Natali (Hrsg.), Aristotle: Metaphysics and Practical Philosophy. Essays in Honour of Enrico Berti. Peeters, Leuven 2011, S. 11–46.
Michel Bastit, Silvia Fazzo: In Memoriam Enrico Berti. In Appendice: Bibliografia recente di Enrico Berti (2011–2021) a cura di Gianmario Cattaneo. In: Aristotelica 1, 2022
- L’interpretazione neoumanistica della filosofia presocratica. 1959.
- La filosofia del primo Aristotele. Padua, Cedam, 1962; 2. Aufl., Mailand, Vita e Pensiero, 1997.
- Il ‘De republica’ di Cicerone e il pensiero politico classico. 1963.
- L’unità del sapere in Aristotele. 1965.
- La contraddizione. 1967.
- Studi sulla struttura logica del discorso scientifico. 1968.
- Studi aristotelici. 1975, Neuauflage 2012.
- Aristotele. Dalla dialettica alla filosofia prima. Padua, Cedam 1977.
- Ragione scientifica e ragione filosofica nel pensiero moderno. Rom, La Goliardica 1977.
- Profilo di Aristotele. Rom, Studium 1979.
- (Hrsg.): Aristotle on Science: the Posterior Analytics. Padua 1981.
- Il bene. Brescia, La Scuola 1983.
- Le vie della ragione. Bologna, Il Mulino 1987.
- Contraddizione e dialettica negli antichi e nei moderni. Palermo, L’Epos 1987.
- Le ragioni di Aristotele. Roma-Bari, Laterza 1989.
- mit Franco Volpi: Storia della filosofia. Dall’antichità a oggi. Roma-Bari, Laterza 1991.
- Aristotele nel Novecento. Roma-Bari, Laterza 1992.
- Introduzione alla metafisica. Turin, UTET 1993.
- Il pensiero politico di Aristotele. Roma-Bari, Laterza 1997.
- (Hrsg. mit Cristina Rossitto): Aristotele e altri autori, Divisioni, con testo greco a fronte. Il pensiero occidentale 2005.
- In principio era la meraviglia. Le grandi questioni della filosofia antica. Laterza, Roma-Bari 2007.
- Dialectique, physique et métaphysique. Études sur Aristote. Peeters 2008.
- mit Cristina Rossitto: Il libro primo della Metafisica (Übersetzung von Antonio Russo). Laterza, Roma-Bari 2008.
- Sumphilosophein. La vita nell’Accademia di Platone. Roma-Bari, Laterza 2010.
- Nuovi studi aristotelici. 4 Bände, Morcelliana 2004–2010.
- Invito alla filosofia. Brescia, La Scuola 2011.
- Aristotele, Metafisica. Traduzione, introduzione e note di E. Berti (Collana Biblioteca Filosofica). Roma-Bari, Laterza 2017, ISBN 978-88-581-2455-0.